# 사쿠라마치촌
사쿠라마치촌(桜町村)은 니가타현 기타우오누마군에 설치되었던 촌이다. 현재의 오지야시에 해당한다.